# Ancylostoma brasiliense
Ancylostoma brasiliense är en rundmaskart som beskrevs av de Faria 1910. Ancylostoma brasiliense ingår i släktet Ancylostoma och familjen Ancylostomatidae. Inga underarter finns listade i Catalogue of Life.